# Cronologia média
A cronologia média ou cronologia intermediária é uma cronologia das Idades do Bronze e do Ferro inicial do Antigo Oriente Próximo, que fixa o reinado de Hamurabi em 1792-1 750 a.C. e o saque da Babilônia até 1 595 a.C.
A cronologia é baseada em um cálculo de 56/64 anos astronômicos determinado pela evidência da tábua de Vênus de Amisaduca e a tabuleta 63 de Enumanuenlil. Os livros convencionais tendem a usar a cronologia média, mas as evidências dendrocronológicas e astronômicas iniciais apresentaram vários problemas para isso. Isso levou a uma maior adoção de cronologias curtas por alguns. No entanto, estudos mais recentes mostraram que a cronologia média provavelmente está correta.
O problema levantado pelo uso de cronologias curtas é que um século ou mais precisa ser adicionado a algum período do segundo milênio a.C. para acomodá-lo, mas ninguém até agora foi capaz de fazer uma sugestão sobre a qual período adicioná-lo. Isso deixou as datas do segundo milênio a.C. parecendo artificialmente curtas e resultou em distorção e perda de precisão para datas mais antigas, como um sacrifício para fornecer maior precisão para as anteriores.
Vários estudiosos têm favorecido cronologias diferentes nos últimos anos. Peter J. Huber tem favorecido a cronologia longa, baseando-se em dados astronômicos disponíveis nas tabuletas 20 e 21 de Enumanuenlil ligando eclipse lunar a eventos históricos no período Ur III, junto com a Tábua de Vênus de Amisaduca, a duração dos meses da Antiga Babilônia. Numerosos elementos das teorias de Huber foram criticados por um consórcio de estudiosos liderados por Hermann Gasche e Vahe Gurzadyan, que sugeriram uma cronologia ultrabaixa baseada em evidências arqueológicas e especialmente no uso mais completo de evidências astronômicas. Gasche e Gurzadyan argumentam que apenas o ciclo de oito anos da tabuinha de Vênus é inteiramente confiável e de uso prático(ver atualização em ). Os estudos mais recentes baseiam-se amplamente em mais evidências. Um estudo de 2001 publicou datas de radiocarbono de alta resolução da Turquia apoiando datas para o segundo milênio a.C. que são muito próximas às propostas pelo cronologia média. Suporte adicional para a Cronologia Média (ou um "Baixo-Médio" oito anos abaixo) foi fornecido por um estudo de 2016 combinando dendrocronologia e radiocarbono.
Uma tabela de eventos históricos, por suas diferentes cronologias, é mostrada abaixo.
| Evento histórico               | Cronologia ultra-longa/ultra-alta | Cronologia longa/alta | Cronologia média | Cronologia curta/baixa | Cronologia ultracurta/ultrabaixa |
| ------------------------------ | --------------------------------- | --------------------- | ---------------- | ---------------------- | -------------------------------- |
| Império Acádio                 | ?                                 | ?                     | 2334–2154 a.C.   | 2270–2083 a.C.         | 2200-2018 a.C.                   |
| Terceira dinastia de Ur        | ?                                 | 2161–2054 a.C.        | 2112–2004 a.C.   | 2048–1940 a.C.         | 2018–1911 a.C.                   |
| Primeira dinastia de Isim      |                                   | ?                     | 2017–1793 a.C.   | ?                      | 1922-1698 a.C.                   |
| Primeira Dinastia da Babilônia | ?                                 | 1950–1651 a.C.        | 1894–1595 a.C.   | 1830–1531 a.C.         | 1798–1499 a.C.                   |
| Reinado de Hamurabi            | 1933–1890 a.C.                    | 1848-1806 a.C.        | 1792–1750 a.C.   | 1728–1686 a.C.         | 1696–1654 a.C.                   |
| Reinado de Amisaduca           | ?                                 | 1702–1682 a.C.        | 1646–1626 a.C.   | 1582–1562 a.C.         | 1550-1530 a.C.                   |
| Queda da Babilônia             | 1736 a.C.                         | 1651 a.C.             | 1595 a.C.        | 1531 a.C.              | 1499 a.C.                        |